# Parasyrisca koksu
Parasyrisca koksu Ovtsharenko, Platnick & Marusik, 1995 è un ragno appartenente alla famiglia Gnaphosidae.

## Etimologia
Il nome della specie deriva dalla località di rinvenimento degli esemplari: il fiume Koksu, che scorre nel territorio del Kirghizistan.

## Caratteristiche
L'olotipo femminile rinvenuto ha lunghezza totale è di 9,00mm; la lunghezza del cefalotorace è di 4,05mm; e la larghezza è di 3,15mm.

## Distribuzione
La specie è stata reperita in Kirghizistan: l'olotipo femminile è stato rinvenuto ad un'altitudine di 2500-2900 metri lungo il corso del fiume Koksu, nella catena montuosa dell'Alaiskii, appartenente alla regione di Oš.

## Tassonomia
Al 2015 non sono note sottospecie e dal 1995 non sono stati esaminati nuovi esemplari.